# Giovanni Arborio
Giovanni Arborio (... – Torino, 1264) è stato un vescovo cattolico italiano.

## Biografia
Giovanni Arborio nacque nel Vercellese da una nobile famiglia di tradizioni guelfe e, ancora in giovane età, venne avviato alla carriera ecclesiastica, divenendo abate del monastero di San Genuario di Lucedio. Nel marzo del 1243 ebbe parte rilevante nell'ambito delle trattative tra il legato pontificio Gregorio da Montelongo ed il comune di Vercelli per il passaggio di quest'ultimo a parte guelfa.
La sua elezione a vescovo di Torino, avvenuta probabilmente nel 1243, venne fortemente appoggiata dal pontefice Innocenzo IV, ma contrastata altrettanto alacremente dal clero locale in quanto questa era stata proprio pilotata dalla Corte pontificia che aveva cercato di porre sulla cattedra torinese un ecclesiastico anti-imperiale.
Nonostante questa prima fase tormentata, anche sulla scia di una scomunica papale, il clero torinese si risolse ad accettare l'elezione di Giovanni Arborio a proprio vescovo. Ottenne nuovamente l'appoggio di Innocenzo IV in alcune pretese su alcuni castelli che i conti di Savoia Amedeo IV e Tommaso II non volevano concedergli in feudo.
Nel 1264 morì a Torino, ove venne anche sepolto.